# Почки в хересе

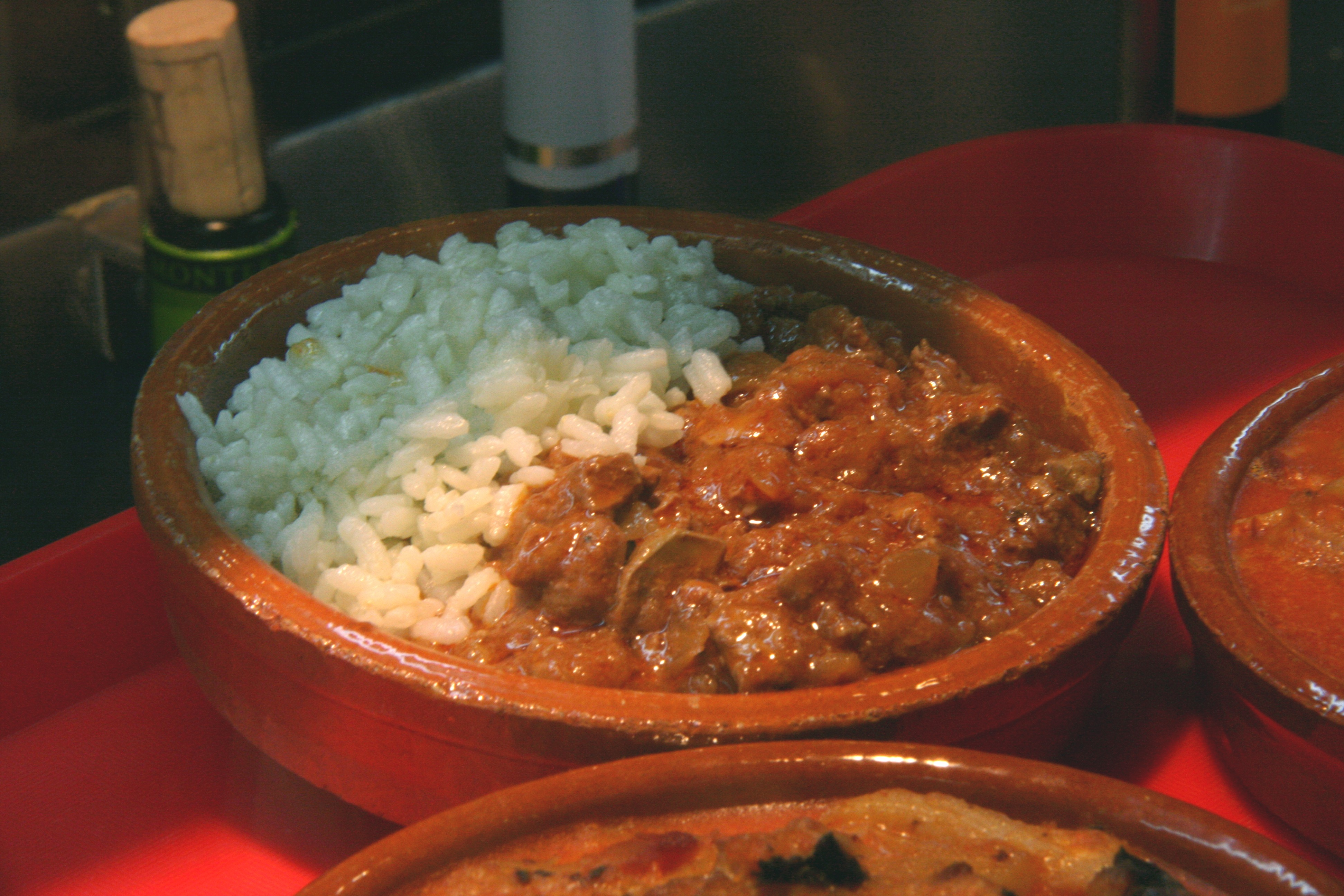
Почки в хересе, сервированные с рисом в глиняной миске

Почки в хе́ресе (нем. riñones al jerez) — андалусское блюдо из субпродуктов. Представляет собой телячьи, реже бараньи почки, тушенные в томатном соусе или соусе эспаньоль с хересом. Почки в хересе обрели популярность в мадридских кафе в начале XX века.
Для приготовления почек в хересе субпродукт очищают от плёнок и жира и нарезают длинными полосками. Почки припускают на смальце с несколькими колечками репчатого лука, пока они не дадут сок. Соку дают стечь, и далее доводят блюдо до готовности в соусе, на финальном этапе добавляют херес или другой алкоголь (виски, ром). Почки в хересе по традиции подают с гренками или рисом. В зависимости от сервировки в мадридских кафе придумали варианты: почки в хересе по-мадридски (с шампиньонами и горошком), по-барчуковски (с хамоном), по-жатвенному (с кружочками крутого яйца) и по-бедняцки (с картофелем по-бедняцки).